# 高山秀樹
 高山 秀樹 （たかやま ひでき、1954年1月28日 - ）は、日本のアニメ演出家、アニメ監督である。

## 来歴
東京デザイナー学院（現東京ネットウエイブ）卒業生。東映動画を筆頭に活躍したアニメ演出家/アニメ監督。『宇宙戦艦ヤマトシリーズ』、『オーディーン 光子帆船スターライト』や『超神伝説うろつき童子』等といった西崎義展の下で活動した。セルアニメ時代は撮影の拘りの強さも知られており、透過光の高クオリティは語り草となっていた。現在はフリーのアニメーターとなっており、様々なアニメ作品で演出/絵コンテを担当している。

## 作品リスト
1970年代
- 大空魔竜ガイキング（1976年 - 1977年、制作進行）
- アローエンブレム グランプリの鷹（1977年 - 1978年、演出助手）
- さらば宇宙戦艦ヤマト 愛の戦士たち（1978年、演助進行）
- キャプテン・フューチャー（1978年 - 1979年、演出）
- 宇宙空母ブルーノア（1979年 - 1980年、絵コンテ）

1980年代
- 銀河旋風ブライガー（1981年 - 1982年、絵コンテ・演出）
- FUTURE WAR 198X年（1982年、エフェクト・ディレクター）
- 魔境伝説アクロバンチ（1982年、絵コンテ）
- 宇宙戦艦ヤマト 完結編（1983年、エフェクト・ディレクター）
- サンダーストーム（1984年、アニメパート監督）
- ビデオ戦士レザリオン（1984年 - 1985年、絵コンテ）
- 黒い雨にうたれて（1984年、助監督）
- Gu-Guガンモ（1984年 - 1985年、絵コンテ・演出）
- ロードブラスター（1985年、アニメパート監督）
- オーディーン 光子帆船スターライト（1985年、助監督）
- 超神伝説うろつき童子シリーズ（1987年 - 1996年、監督）
- レリックアーマーLEGACIAM（1987年、演出）

1990年代
- ストリートファイターII V（1995年、演出）
- YAMATO2520（1995年 - 1996年、シリーズ助監督）

2000年代
- 君が望む永遠 〜Next Season〜（2007年 - 2008年、監督）
- 宇宙戦艦ヤマト 復活篇（2009年、演出）

2010年代
- 一人之下 the outcast（2016年、演出）
- リルリルフェアリル〜魔法の鏡〜（2017年 - 2018年、演出）
- されど罪人は竜と踊る（2018年、演出）

2020年代
- メガトン級ムサシ（2021年、演出）
- マジカパーティ（2021年 - 2022年、演出）
- ビルディバイド -＃000000-（2021年、演出）
- 怪人開発部の黒井津さん（2022年、演出）
- カワイスギクライシス（2023年、演出）
- 僕らの雨いろプロトコル（2023年、演出）
- ハズレ枠の【状態異常スキル】で最強になった俺がすべてを蹂躙するまで（2024年、演出）
- 異世界ゆるり紀行 〜子育てしながら冒険者します〜（2024年、演出）
- 妖怪学校の先生はじめました!（2024年、演出）
- 妃教育から逃げたい私（2025年、演出）